# Лу Лі
Лу Лі (спрощ.: 娄莉; кит. трад.: 婁莉; піньїнь: Lù Lì; 30 серпня 1976), також відома як Лі Лі (спрощ.: 李李; кит. трад.: 李李; піньїнь: Lǐ lǐ) — китайська гімнастка, олімпійська чемпіонка, тренерка.

## Біографія
Лу потрапила до збірної Китаю наприкінці 1991 року. Однак хвороба печінки майже завадила їй виступити на Олімпійських іграх. У квітні 1992 року, всього за кілька місяців до Ігор у Барселоні, вона дебютувала на міжнародному рівні на Чемпіонаті світу в Париж, де її інноваційна вправа на брусах привернула увагу всього гімнастичного світу. Вона посіла лише 4 місце через великий крок під час зіскоку, хоча вона була в лідируючій групі у кваліфікації до фіналу.
Вона найбільш відома своєю золотою медаллю на брусах на літніх Олімпійських іграх у Барселоні 1992 року. Вона виграла її з ідеальною 10-бальною оцінкою, яку отримала того ж вечора, коли Лавінія Мілошовіч також набрала ідеальну 10-бальну оцінку. Лу Лі та Лавінія Мілошовіч залишаються останніми двома спортсменками, які набрали 10 балів в олімпійських змаганнях на сьогодні. Лу Лі також виграла срібло на колоді в тих же іграх (розділивши першість з американкою Шеннон Міллер з результатом 9,912). Це робить Лу Лі другою найуспішнішою олімпійською гімнасткою Китаю після Лю Сюань. У багатоборстві на колоді у Лу були проблеми з виступом, і вона посіла невтішне 34-е місце.
Лу брала участь у Китайських національних іграх 1993 року та виграла титул на брусах (зрівнялася з Луо Лі, яка згодом виграла Чемпіонат світу 1994 року в Брисбені). У 1994 році завершила спортивну кар'єру.
У 2000 році Лу Лі переїхала до Каліфорнії та була там тренеркою. Вона одружилася з Кімом Девідом Гуссенховеном і має сина Джея. Вона переїхала до Північної Кароліни у 2007 році, все ще будучи тренеркою. У 2009 році Лу Лі переїхала до Стоктона, штат Каліфорнія, і стала тренеркою в Академії гімнастики Champion. 1 вересня 2009 року Лі, Кім і Джей переїхали до Вашингтона, і її найняли тренеркою в Emerald City Gymnastics у Редмонді. Нещодавно вона почала тренувати гімнасток у Гіг-Гарборі. Потім Лі була тренеркою в Tech Gymnastics (колишня Eastside Gymnastics Academy) у Вудінвіллі, штат Вашингтон. Зараз Лі тренує в Black Hills Gymnastics у Лейсі, штат Вашингтон.